# Граф F26A
В математичній області теорії графів граф F26A — симетричний двочастковий кубічний граф з 26 вершинами і 39 ребрами.
Його хроматичне число 2, хроматичний індекс 3, діаметр 5, радіус 5 і обхват 6. Це 3-вершинно-зв'язний і 3-реберно-зв'язний граф.
Граф F26A Гамільтонів і може бути описаним за допомогою LCF-нотації [−7, 7]13.

## Алгебраїчні властивості
Група автоморфізмів графа F26A — це група порядку 78. Вона діє транзитивно на вершини, на ребра і на дуги графа. Внаслідок цього граф F26A — це симетричний граф (хоча і не відстанево-транзитивний). Згідно з переписом Фостера граф F26A — єдиний кубічний симетричний граф з 26 вершинами. Він також є графом Келі для дігедральної групи D26, утвореної a, ab і ab4, де:
{\displaystyle D_{26}=\langle a,b|a^{2}=b^{13}=1,aba=b^{-1}\rangle .}
Граф F26A є найменшим кубічним графом, в якому група автоморфізмів діє регулярно на дуги.
Характеристичний поліном графа F26A дорівнює
{\displaystyle (x-3)(x+3)(x^{4}-5x^{2}+3)^{6}.\,}

## Галерея

Хроматичне число графа F26A — 2.
Хроматичний індекс графа F26A — 3.
Інше зображення графа F26A.